# Electroencefalografie
- Adesea se folosește pentru procedeu sau electroencefalografii acronimul EEG. Pentru alte sensuri, vedeți EEG (dezambiguizare).

„Transcrierea” sub formă de grafic a unei EEG

Electroencefalografia (adesea, prescurtat,  EEG ) este o metodă electrofiziologică de explorare a sistemului nervos central, constând în înregistrarea biocurenților câmpurilor transcranieni la nivelul tegumentelor și înregistrarea grafică a acestora, în timp, sub formă de unde. 
Electroencefalograma (EEG) reprezintă recoltarea, potențarea și înregistrarea desfășurării în timp a activității electrice a scoarței cerebrale prin intermediul unor electrozi de suprafață, situați la nivelul scalpului. Electroencefalograma reprezintă înregistrarea manifestării colective a neuronilor cortexului cerebral, a unui set de potențiale de câmp fluctuante, produse din activitatea concomitentă a unui număr mare de neuroni, captate prin intermediul electrozilor situați pe scalp. 
Electroencefalograma este utilizată pe larg în diagnosticul epilepsiei, a encefalopatiilor, în monitorizarea activității cerebrale în timpul anesteziei și a pacienților aflați în comă și în stabilirea morții cerebrale.